# 横山紘一 (小惑星)
横山紘一(よこやまこういち、18289 Yokoyamakoichi)は、小惑星帯に位置する小惑星の1つである。長野県木曽町で香西洋樹と古川麒一郎によって発見された。名前は天文学者横山紘一にちなむ。なお、仏教学者にも横山紘一という名前の人がいるが、こちらは「よこやまこういつ」である。